# Can Duran (Palau-solità)
Can Duran és una masia modernista i gòtica de Palau-solità i Plegamans (Vallès Occidental) protegida com a bé cultural d'interès local. Està situada cap a la part de ponent del terme de Palau-solità i Plegamans. Tant el Roure de Can Duran com la Bòbila de Can Duran, una construcció també inventariada, estan relacionats amb aquest edifici.

## Descripció
La masia es tracta d'una residència de planta rectangular al costat de l'antiga masia primigènia de la família Duran. El parament es troba arrebossat en les seves quatre façanes, existint com a únic element decoratiu l'emmarcament de maó de les obertures de les finestres del primer pis i de les golfes, així com a les cantoneres de la part superior, sota el voladís. A la façana principal, la planta baixa compta amb la porta d'entrada rectangular, dues obertures de finestres a la dreta i una a l'esquerra, amb emmarcament ondulant. Al primer pis, dues finestres rectangulars estretes amb ampit escopidor i a la part superior una obertura tribulada de record gòtic, amb ús decoratiu de maó. Sobre la porta d'entrada i al bell mig, entre el nivell del primer pis i les golfes, decoració amb trencadís ceràmic indicant l'any de construcció (1909). Al pis de les golfes, dos grups de finestres amb tres obertures emmarcades ornamentalment amb maó. A una de les façanes laterals, distingim al nivell del primer pis dos grups de finestres de dues obertures amb ampit escopidor i emmarcament de maó en sentit força decoratiu. Sota la teulada, un altre grup de tres finestres que segueix la tipologia de la resta de la casa. Hi ha també finestres a mode d'espitllera a la façana lateral i principal. La coberta és de teula àrab a quatre vessants.
La façana principal té un pati força espaiós voltejat d'una tanca, formada en la seva base de mur arrebossat i a la part superior, una alternança de pilars amb coronament piramidal i espais de reixa acabada en puntes de fletxa. La portalada que dona accés al pati són dos elements rectangulars, la part superior presenta una ondulació amb acabaments piramidals i bola-floró. La reixa de la porta segueix el mateix treball de la tanca.
Masia que ha estat recuperada respectant la tipologia original. Obeeix a l'estructura típica, amb parament de còdols, unides per morter. El repartiment de la façana principal és de planta baixa més un pis. A la planta baixa, el portal d'entrada és d'arc de mig punt adovellat i al costat una finestra petita i quadrada.
Al pis superior s'obren tres finestres rectangulars. Dues d'aquestes presenten un acurat treball escultòric a la part superior de la llinda. La central conserva la representació de dos lleons rampants suportant un escut, emmarcada per una motllura a mode de guardapols, i, a l'acabament d'aquesta motllura, es veu la representació de dues figures humanes. Els brancals són fets amb carreus de pedra ben escairats i es completa amb un ampit lleugerament sobresortit. La finestra de la dreta té la llinda i els brancals molt més treballats: la llinda presenta una motllura en forma d'arc fistonat convex que emmarca la representació de dos àngels sostenint un escut. La motllura finalitza en sengles representacions de rostres a mode de mènsules. Els brancals apareixen decorats amb estretes columnetes que presenten petits caps al lloc dels capitells, amb una mena de feix a la base. El conjunt es completa amb un ampit pronunciat i decorat a base de rosetes.
A l'interior hi ha una gran sala, que comunica per la part esquerra amb la cuina, i per la dreta amb el menjador. També a la dreta comencen els graons de l'escala que porta al pis, on hi ha una gran sala amb els seus corresponents dormitoris. Al fons de l'entrada hi ha una porta adovellada que comunica amb l'antic celler, i a mà dreta, amb un desnivell del terra, l'entrada a la cavallerissa.
La coberta és de teula àrab, a dues vessants, de poca inclinació i ràfec de dues filades de teules. Una portalada amb porxada de pronunciat voladís de teules àrabs dona accés al recinte.

## Història
Can Duran es troba dins el terme de Palau-Solità i Plegamans, i es considera una de les famílies més antigues, ja que es troba als fogatges de 1470. En temps de les dues parròquies, Can Duran era a Palau, el que Can Padró per a Plegamans.
Un dels darrers membres fou Pere Duran, assassinat durant l'inici de la Guerra Civil, al 1936. El seu fill, Josep Maria, aixecà la casa i se n'anaren a Barcelona, on es va fer conegudíssim el net: Pere Duran i Farell. Segons Ramon Folch i Camarasa, "senyor que surt cada dia als diaris".
La propietat ha estat de la família Duran fins fa pocs anys. Els seus propietaris actuals, la família Estrada, han convertit el conjunt de la masia en restaurant, però conservant tots els seus elements arquitectònics i fins i tot restaurant allò que ho necessitava. En una d'aquestes restauracions es va descobrir la porta adovellada que comunicava amb el celler. A més de la voluntat de conservació, hi ha la de la decoració, i els nous propietaris han sabut incloure dins l'ambient interior els elements més adients quant a mobiliari.